# Andrzej Ettmayer d’Adelsburg
Andrzej Ettmayer d’Adelsburg (ur. 28 marca 1791, zm. 1886) – radca nadworny, pełnomocnik cesarza Franciszka Józefa I, naczelnik Wysokiej C.K. Komisji Gubernialnej w Krakowie.
W 1849 były plany zamiany katedry wawelskiej na kościół garnizonowy dzięki interwencji Andrzeja Ettmayera u cesarza do tego jednak nie doszło. 30 grudnia 1850 otwierano w Krakowie Most im Franciszka Józefa I uroczystość wykorzystano do wręczenia radcy nadwornemu dyplomu honorowego obywatela miasta Krakowa. Odznaczony orderem Franciszka Józefa oraz orderem Świętego Włodzimierza. Najstarszy syn Karol ożenił się z Polką on sam za liberalną politykę wobec Polaków został odwołany ze stanowiska.